# Jambalaya
Jambalaya (/ˌdʒæmbəˈlaɪə/ JAM-bə-LY-ə, /ˌdʒʌm-/ JUM-) là một món cơm trong văn hóa Creole và Cajun (Mỹ), bao gồm thịt và rau trộn với cơm. Món này có sự hòa quyện phong cách ẩm thực Pháp (đặc biệt là vùng Provence), Tây Ban Nha và châu Phi.

## Hình ảnh

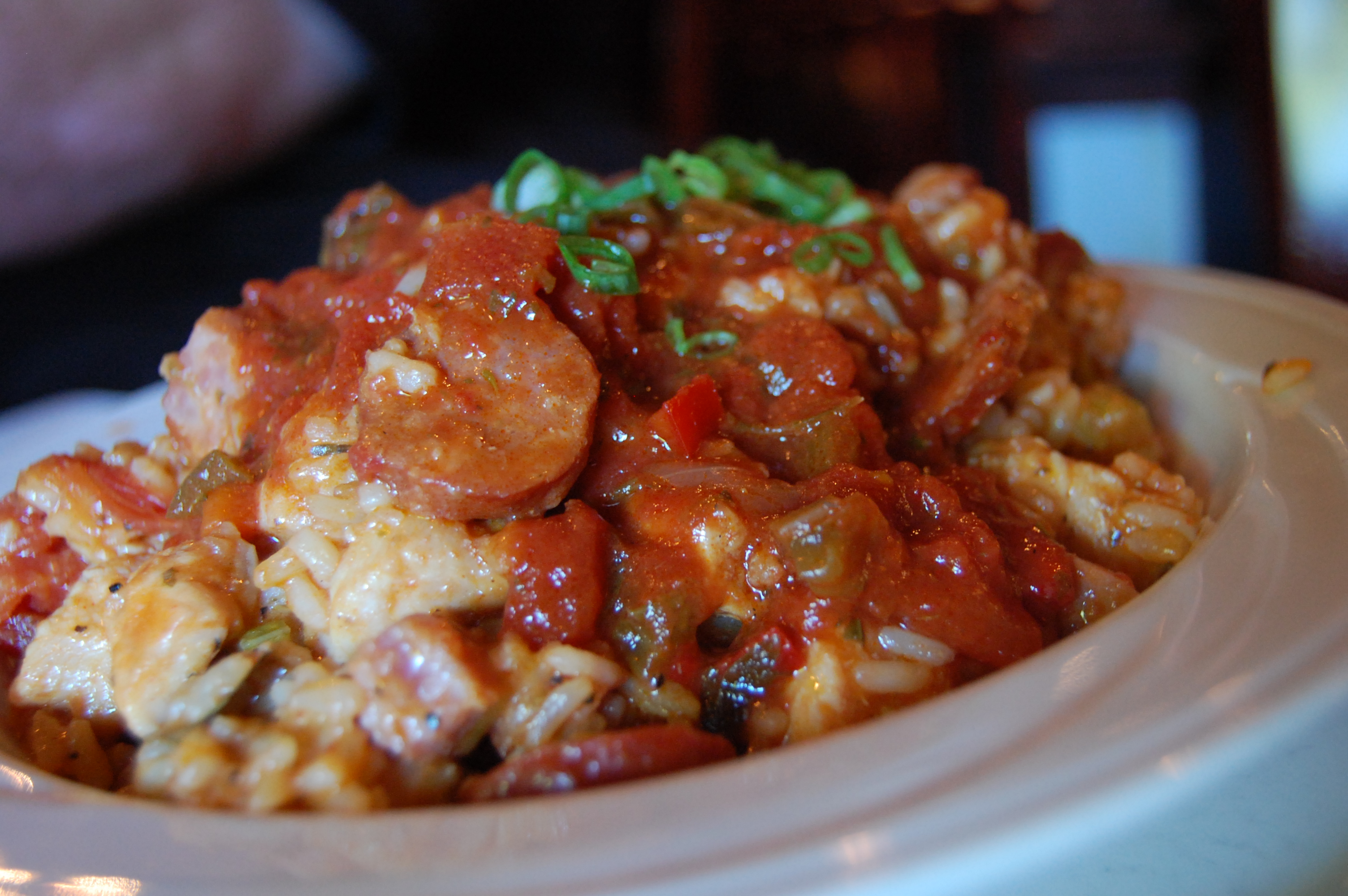
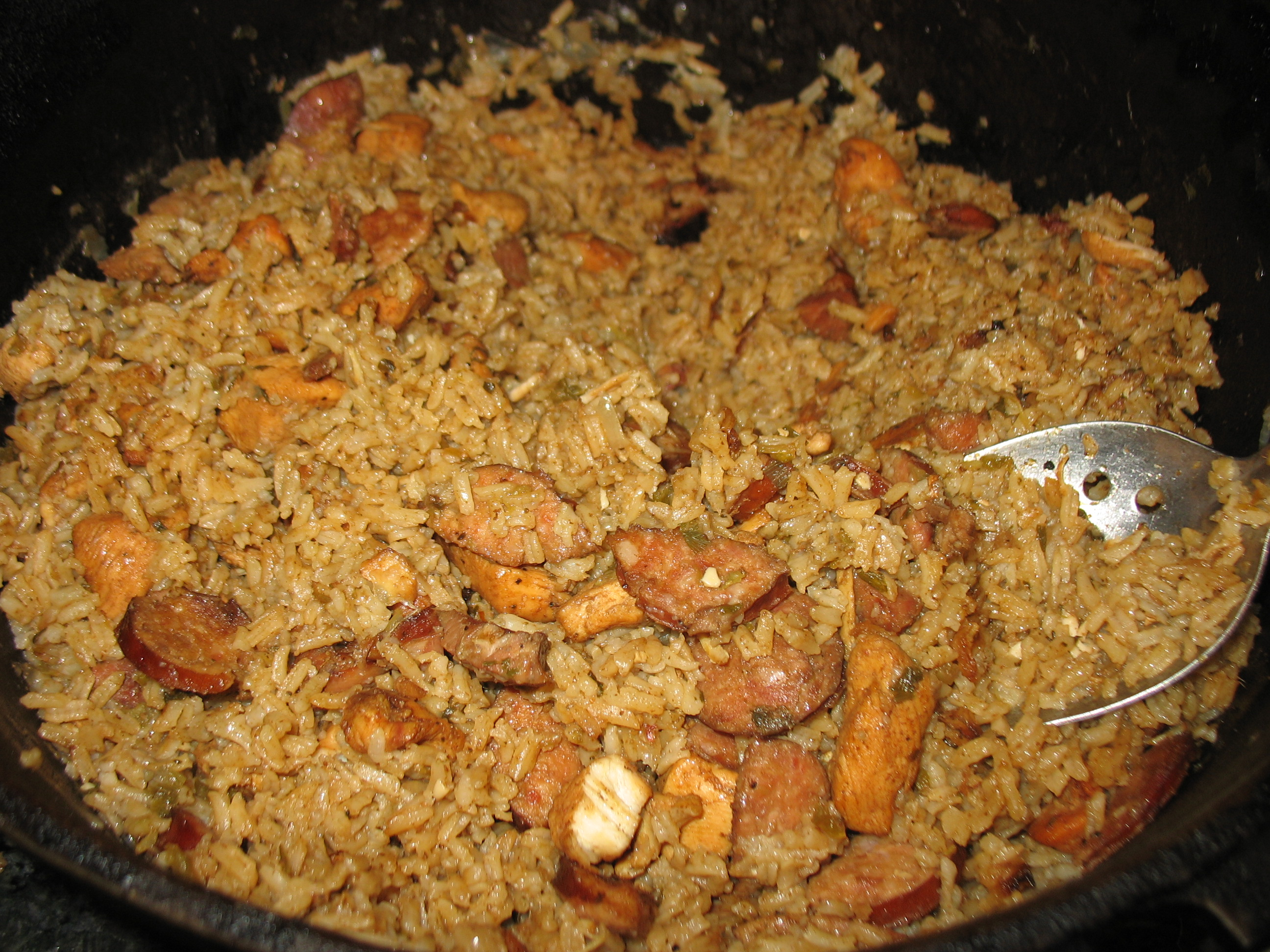